# أنسون غودير
أنسون غودير (بالإنجليزية: A. Conger Goodyear) هو شخصية أعمال أمريكي، ولد في 20 يونيو 1877 في بوفالو في الولايات المتحدة، وتوفي في 24 أبريل 1964 في أولد وستباري في الولايات المتحدة.